# Symplocos venulosa
Symplocos venulosa är en tvåhjärtbladig växtart som beskrevs av José Cuatrecasas. Symplocos venulosa ingår i släktet Symplocos och familjen Symplocaceae. Inga underarter finns listade i Catalogue of Life.